# Michele Puccini

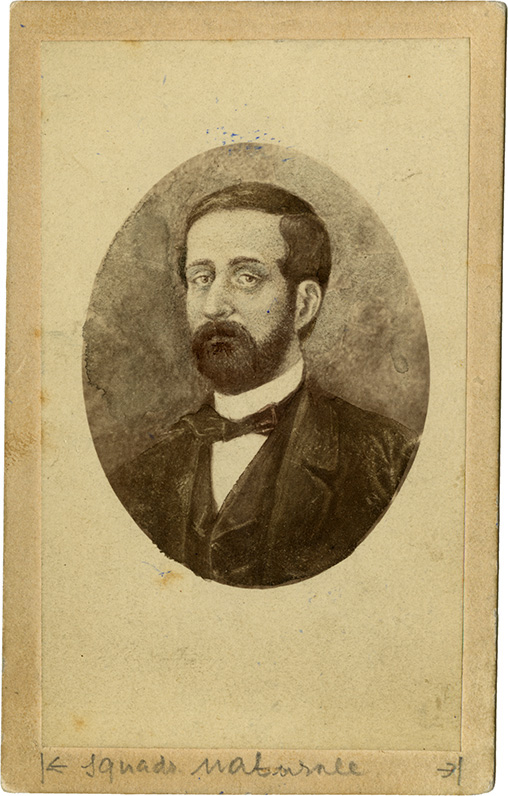
Michele Puccini

Michele Puccini (* 27. November 1813 in Lucca; † 23. Januar 1864 ebenda) war ein italienischer Komponist.
Puccini, Sohn des Komponisten Domenico Puccini, war Leiter der Stadtkapelle von Lucca, Organist an der Kathedrale San Martino und Komponist von Opern und Messen.
Er war der Vater von Giacomo Puccini.